# Sönghellir
Sönghellir (”sång-grottan” eller ”musikgrottan”) är en grotta i republiken Island.   Den ligger mellan Snæfellsjökull och Stapafell på halvön Snæfellsnes i regionen Västlandet, 110 km nordväst om huvudstaden Reykjavík. Sönghellir ligger 306 meter över havet.
Namnet kommer från det ovanliga ekot i grottans kamrar. Enligt folktron var det halvtrollet Bárðr Snæfellsáss – känd från Bárðar saga – som på 800-talet hade sin boning i den sjungande grottan. Sönghellir har, på grund av sina akustiska egenskaper, i århundraden dragit till sig besökare och fortfarande kan namnen på 1700-talsresenärerna Eggert Ólafsson och Bjarni Pálsson läsas, inristade bland andra namn i ena grottväggen. Nutida besökare uppmanas dock att inte klottra på väggarna.